# Eva Formánková
Eva Formánková (5. ledna 1931 Popovice – 8. prosince 2019 Praha) byla česká filosofka, nakladatelská redaktorka a překladatelka. Zasloužila se o vydání řady cenných nemarxistických filosofických děl, zejména v letech 1965–1973.

## Život a působení
Narodila se ve statkářské rodině, což jí později působilo kádrové problémy. Po maturitě na gymnáziu v Benešově vystudovala filosofii a češtinu na Filozofické fakultě Univerzity Karlovy. Během studia pilně studovala i filosofy, kteří nepatřili do tehdejšího kurikula (Emanuel Rádl, Jean-Paul Sartre, György Lukács) a seznámila se s L. Hejdánkem. Po studiu nastoupila jako nakladatelská redaktorka v nakladatelství Mladá fronta a z Hejdánkova podnětu začala připravovat kapesní edici šířejí přístupných filosofických děl, která však mohla začít vycházet až za ředitele K. Šiktance v roce 1968 pod názvem Váhy.
Formánková tehdy úzce spolupracovala s Janem Patočkou, který tuto činnost velmi podporoval. Prvním svazkem byla Rádlova Útěcha z filosofie, následovala Jaspersova Otázka viny, díla S. Kierkegaarda, M. Bubera, J. Ortegy y Gasseta nebo A. N. Whiteheada. V roce 1970 bylo vydávání v rámci "normalizace" zastaveno, několik připravených titulů se ale ještě podařilo převést do nakladatelství Vyšehrad (G. Marcel, K fenomenologii naděje a Max Scheler, Řád lásky), kdežto Heideggerovo dílo O pravdě a bytí už se distribuovalo jen „pod pultem“. Guardiniho Konec novověku a Patočkovi Předsokratici byli zastaveni. Roku 1974 musela Formánková z nakladatelství odejít a roku 1977 podepsala Chartu 77, načež pracovala jako korektorka v novinách.
V roce 1989 se do nakladatelství MF vrátila a navázala na svoji činnost z konce 60. let. Vydala Patočkovy Tři studie o Masarykovi a další v ČSSR tehdy málo známé autory, jako byl například Martin Heidegger, Romano Guardini, Ludwig Wittgenstein, Max Scheler, José Ortega y Gasset, Friedrich Nietzsche, Eugen Fink, Hannah Arendtová, John Searle, Gaston Bachelard, Vladimir Jankélévitch nebo Simone Weilová. Touto konvertitkou ke křesťanství se zabývala intenzívněji, stejně jako dílem Franze Kafky, jimž věnovala i vlastní kritické eseje.
Od roku 1998 byla pracovnicí oddělení pro výzkum literatury 20. století Ústavu pro českou literaturu AV ČR.